# Doppelhaus mit Kleinviehstall

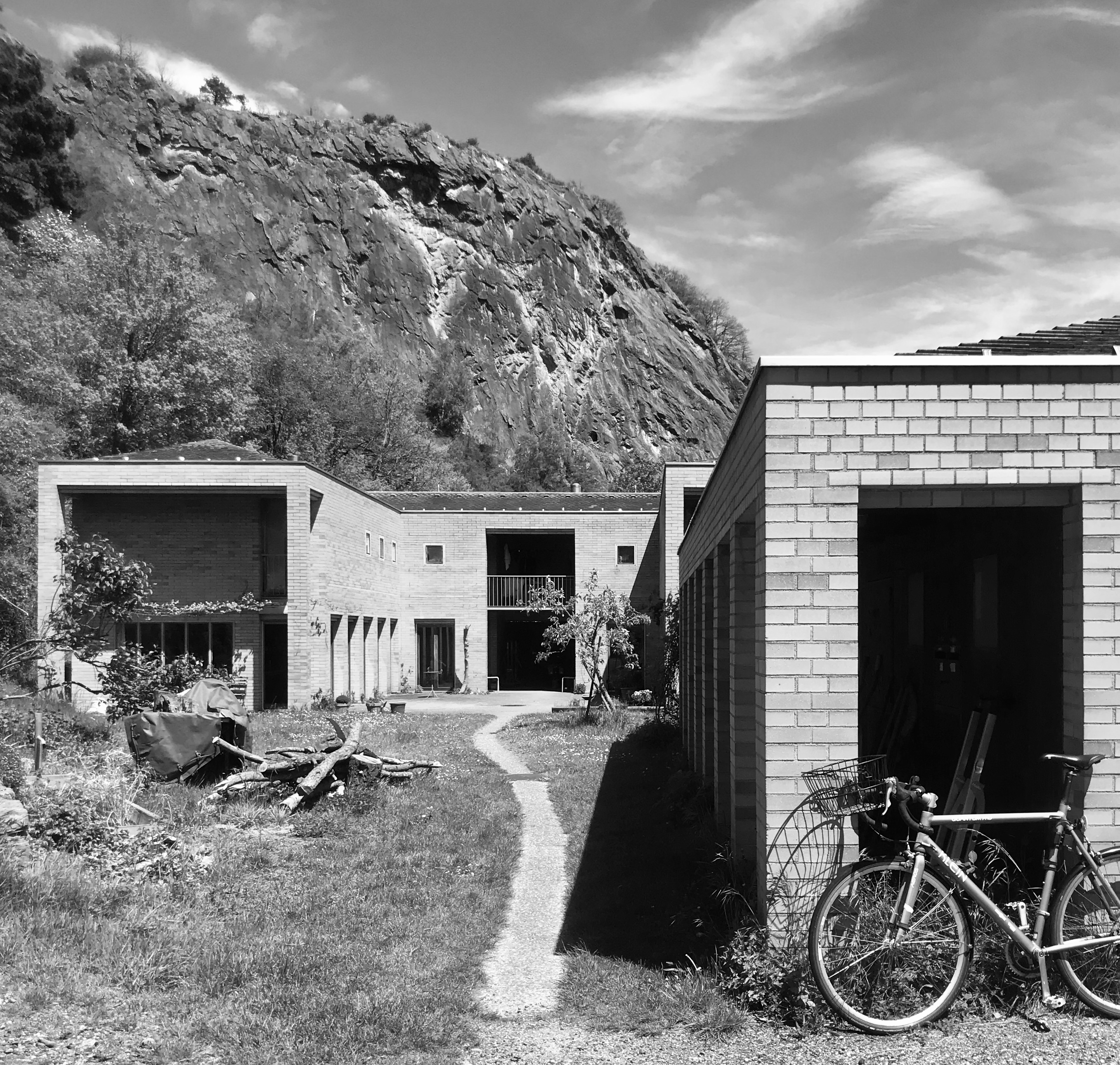
Doppelhaus Räth, Strassenfassade

Das Doppelhaus mit Kleinviehstall ist ein Frühwerk von Peter Zumthor in Haldenstein.

## Geschichte und Architektur
Das Doppelwohnhaus mit Kleinviehstall steht am nördlichen Rand von Haldenstein in der Palu 18. Das Haus ist hufeisenförmig in Achse der  Dorfgasse angelegt – geöffnet zum Dorf, geschlossen zum Tobel – und thematisiert so den Dorfabschluss. Das Hofhaus ist in West- und Ostflügel mit der Erschliessung im Norden und Nebenräumen aufgeteilt. Feingliedrige und bewegliche Raumteilungen prägen den Innenraum. Ingenieur des 1983 errichteten Haus waren Branger & Conzett.
Das Haus wurde von Hélène Binet fotografisch dokumentiert.
Der Einfluss der Tessiner Architekturschule ist auf Grund des Umgangs mit der Topographie, der Fassadenöffnungen und des Aufbaus abzulesen. Die beiden Hauseinheiten besitzen auf Grund ihrer Ausrichtung unterschiedliche Qualitäten.

## Preise
- 1987: Auszeichnung für gute Bauten Graubünden